# Архангельское 2-е (Забайкальский край)
Архангельское 2-е — запланированное, но так и не выделенное село в Красночикойском районе Забайкальского края в составе сельского поселения «Архангельское».

## География
Село находится в центральной части района примерно в 9 километрах по прямой от села Красный Чикой на юг.

## Климат
Климат резко континентальный с длительной холодной зимой и умеренно тёплым летом, Большая часть осадков выпадает в тёплое время года. Средняя температура воздуха по многолетним данным составляет от —3,3 °С, июльская от +17,2 °С, январская от —27 °С. Зима продолжительная, морозная, малооблачная, безветренная. Устойчивый снежный покров образуется после 1 ноября, разрушается в апреле. Весна поздняя, холодная и сухая. Лето короткое. Продолжительность безморозного периода колеблется по годам и длится в среднем 57 дней. В отдельные годы 100—110 дней. Осень обычно сухая и солнечная.

## История
Законом Забайкальского края от 25 декабря 2013 года было решено путём выделения из села Архангельское создать новый населённый пункт (село) с предполагаемым названием Архангельское 2-е, который по состоянию на 2021 год так и не был выделен.